# You're My Everything
You're My Everything (Três Estrelas e um Coração, no Brasil) é um filme de comédia musical estadunidense de 1949 dirigido por Walter Lang e estrelado por Dan Dailey e Anne Baxter.

## Elenco
- Dan Dailey ...Timothy O'Connor
- Anne Baxter ...Hannah Adams
- Anne Revere ...Aunt Jane
- Stanley Ridges ...Mr. Henry Mercer
- Shari Robinson ...Jane O'Connor
- Henry O'Neill ...Prof. Adams
- Selena Royle ...Mrs. Adams
- Alan Mowbray ...Joe Blanton
- Robert Arthur ...Harold
- Buster Keaton ...Butler